# Federico García Moliner
Federico García Moliner (Burriana, Castellón, 4 de marzo de 1930-14 de agosto de 2025) fue un físico y profesor universitario español.

## Biografía
Nacido el 4 de marzo de 1930 en la población castellonense de Burriana. Estudió Bachillerato en el Instituto Francisco Ribalta de Castellón de la Plana, para licenciarse posteriormente en Ciencias Físicas por la Universidad Complutense de Madrid (obteniendo el premio «González Martí» al mejor estudiante de Física) y doctorarse en 1958 por la Universidad de Cambridge y en 1960 por la Complutense. 
García Moliner inició su carrera profesional en el Consejo Superior de Investigaciones Científicas (CSIC), para traslardarse rápidamente a la universidad estadounidense de Illinois, donde fue profesor durante tres años. A su retorno al CSIC, continuó sus trabajos en física del estado sólido (campo en el cual ocupó un importante papel desarrollando una escuela española de investigación que pronto llegó a un gran nivel internacional), estudiando las propiedades de la materia sólida a partir de sus átomos, campo donde es considerado una autoridad mundial.
Convencido de la importancia de la tarea docente, participó como profesor invitado en los programas de escuelas de postgrado, especialmente en Italia y Escandinavia, en las cuales se formaron generaciones de jóvenes científicos europeos que constituyeron la base para el posterior desarrollo de la ciencia en Europa. Asimismo destacó por su tarea de ayudar a los científicos de los países en vías de desarrollo, también en Iberoamérica. 
Vinculado a las Conferencias Pugwash de Ciencia y Asuntos Mundiales, en 1992 fue galardonado con el Premio Príncipe de Asturias de Investigación Científica y Técnica por sus contribuciones a la física del estado sólido.
Hasta el final de su carrera profesional, fue catedrático de ciencia contemporánea en la Universidad Jaime I de Castellón, donde continúa su estudio sobre estructuras semiconductoras cuánticas.